# Союз социалистов-революционеров-максималистов
Сою́з социали́стов-революционе́ров-максимали́стов (максималисты) — российская политическая партия, выделилась из партии эсеров, оформилась в 1906 году. Объединяла в основном рабочих и учащихся.

## Общие сведения
Занимала промежуточное положение между анархистами и эсерами. Программа партии включала требования социализации земли, фабрик и заводов, установления «трудовой республики». Предполагалось передать землю в коллективное управление сельских общин, а фабрики в управление трудовых коллективов работников. Самоуправляющиеся коллективы города и деревни должны были составить основу экономики будущего общества. Венчать эту конструкцию должна была Трудовая Республика. В отношении того, как её следовало устроить, единогласия не было. Часть максималистов считала, что основой трудовой республики станут съезды советов — органов, составленных из делегатов от трудовых коллективов.
Максималисты отрицали прогрессивность капиталистического строя. В области тактики они отдавали предпочтение нелегальным, прежде всего террористическим методам борьбы. Считали необходимым стремиться к немедленному и полному (социалистическая программа «Максимум») преобразованию общества на социалистических началах. Средствами для достижения этой цели признавали террористические действия (нападения на административных лиц, полицию и экспроприации), как подготовительную стадию, и общее восстание, как конечную. Вместе с тем, максималисты не отвергали и более мирные средства борьбы трудящихся, например забастовки.
В основе тактики партии был террор и экспроприация. Первая учредительная конференция максималистов была созвана 10-24.10.1906 года в Або (Финляндия).
Лидерами были: М. И. Соколов, В. В. Мазурин, Г. А. Нестроев и др. У партии были свои печатные органы — газеты «Вольный дискуссионный листок», «Трудовая республика» и др. В 1905 году в России насчитывалось до 20 организаций максималистов, в 1906 году — 52.
Организованные группы максималистов появились в России с конца 1905 года и произвели несколько крупных экспроприаций и террористических актов. В 1906-07 годах на счету максималистов было около 50 терактов. Максималистами ставилась задача дезорганизовать правительственный аппарат, терроризировать весь буржуазно-помещичий класс, вызвать революционное восстание.
- 7 (20) марта 1906 года — совершено ограбление Московского общества взаимного кредита — партийная касса пополнилась на 875 тысяч рублей.
- 12 (25) августа 1906 года — совершено покушение на Столыпина, при котором пострадало более 100 человек.
- 14 (27) октября 1906 года — ограбление в Фонарном переулке, в Петербурге атакована карета помощника казначея Петербургской портовой таможни С. П. Германа с эскортом жандармов, при которой боевая дружина максималистов экспроприировала 400 тысяч рублей.

К 1911 году партия прекратила своё существование. Возродилась после Февральской революции.
Максималисты участвовали в Октябрьском вооруженном восстании. Они также участвовали в работе 2-7-го съездов Советов, ВЦИКа.
В 1919 году союз максималистов раскололся, а в 1920 году часть максималистов вступила в РКП(б), другая — объединилась с бывшими левыми эсерами.

## Взгляды максималистов
Максималисты считали русскую революцию революцией социалистической, имеющей непосредственной целью реализацию программы — максимум. Отсюда и название.
Максималисты являлись непримиримыми врагами буржуазной демократии, парламентаризма и профсоюзов. Основой антикапиталистического и антигосударственного сопротивления по мнению максималистов должны были стать идейные организации революционеров, действующие на территории, а также на промышленных предприятиях. Их целью было инициировать забастовки и восстания, пробудив массовую активность трудящихся. Затем следовало создать советы, а последним взять в свои руки всю полноту экономической и политической власти.
Они считали, что построение нового общества «не по плечу одной какой-либо части народа», и необходимо установление «народовластия» в виде «Трудовой Республики».

## Эсеры-максималисты о политических преобразованиях в России
Союз эсеров-максималистов (ССРМ) был на левом фланге российских неонароднических партий. 1917 год стал возрождением и активизацией деятельности Союза. Максималисты участвовали в Октябрьском вооруженном восстании и на II Всероссийском съезде Советов по основным вопросам (о власти, о земле, о войне и мире) поддержали большевиков.
Главное в теории эсеров-максималистов было то, что они верили в возможность немедленного перехода России к социализму.
Весной 1918 года Союзом был разработан «Проект основ Конституции Трудовой Республики», утвержденный III Всероссийской конференцией ССРМ в апреле 1918 года.
Эсеры-максималисты принимали участие в работе комиссии по выработке первой Советской Конституции.
Эсеры-максималисты расходились с большевиками в вопросах избирательной системы, а также ряда других вопросов. Эсеры-максималисты отвергали ленинскую идею руководящей и направляющей роли партии. Они протестовали против большевистского подхода к выборам в советы, против упразднения советов, против узурпации правящей партией всей полноты власти в стране. Роль идейной организации виделась максималистам, как роль инициатора массового движения; идейная организация не должна подменять собой трудовое самоуправление советов. Будучи сторонниками федерализма, максималисты критиковали большевиков за сосредоточение всех властных функций в руках центрального правительства и центральных органов большевистской партии. В отличие от большевиков, роль социализации производства видели в обобществлении, то есть передачи его в самоуправление трудовых коллективов. Отвергали большевистский принцип национализации производства. Наконец, максималисты выступали за свободу слова для всех социалистических течений, отвергая большевистскую цензуру печати.